# Helmut Pieper
Helmut Pieper (* 13. Februar 1922 in Kleinpoley, Kreis Bernburg; † 9. März 2011) war ein deutscher Jurist.

## Leben
Pieper beantragte am 4. März 1940 die Aufnahme in die NSDAP und wurde zum 1. September desselben Jahres aufgenommen (Mitgliedsnummer 7.694.592). Am 15. Oktober desselben Jahres wurde er Mitglied der Waffen-SS (SS-Nummer 490.324), wo er bis 1944 zum SS-Untersturmführer aufstieg. Im Winter 1941/42 nahm er mit der SS-Division Totenkopf an der Kesselschlacht von Demjansk teil. Danach wurde er bis Oktober 1943 zum Studium beurlaubt. Von November 1943 bis März 1944 gehörte er zu den Teilnehmern eines Lehrgangs für versehrte SS-Führerbewerber an der SS-Junkerschule Bad Tölz. Von Juni 1944 bis Februar 1945 war er weiter an der SS-Junkerschule Bad Tölz und gehörte zum SS-Panzergrenadier-Ersatzbataillon 18, danach zur 3. Panzerdivision Totenkopf. Pieper wurde mehrfach verwundet, wofür er das Verwundetenabzeichen in Silber erhielt. Außerdem erhielt er das EK II und EK I und das Sturmabzeichen.
Nach der Promotion zum Dr. iur. in Mainz am 5. Dezember 1953 und Habilitation am 24. Februar 1961 ebenda lehrte er ab 1965 als Professor für Zivilrecht und Zivilprozessrecht an der Technischen Hochschule Hannover.

## Ämter und Verdienste
Von 1969 bis 1978 war Pieper Vorsitzender des Verfassungsausschusses der TU Hannover. Von 1970 bis 1978 war er Syndikus.
Im Studienjahr 1970/71 war Pieper Dekan der Fakultät für Geistes- und Sozialwissenschaften. Von 1979 bis 1981 hatte er das Amt des Dekans des Fachbereichs Rechtswissenschaften inne.
Pieper war Mitbegründer der Fachbereiche für Geistes und Sozialwissenschaften, für Wirtschaftswissenschaften und des Fachbereichs für Rechtswissenschaften an der Technischen Hochschule Hannover. Er initiierte in den 1970er Jahren die einstufige Juristenausbildung und das Reformmodell Hannover. Er führte neue Studiengänge mit EDV als besonderem Schwerpunkt ein und schuf mit dem Abiturientenmodell einen Studiengang mit engem Theorie und Praxisbezug.
Pieper war seit 1968 Studienleiter der Leibniz-Akademie und von 1966 bis 1978 Vorsitzender der Juristischen Studiengesellschaft Hannover. Er gründete und leitete das erste Managerseminar in Niedersachsen für Unternehmensleiter der vormaligen Sowjetunion in Deutschland. In den folgenden Jahren fanden Gemeinschaftsseminare mit deutschen und russischen Studierenden in Kasan und Hannover statt.

## Schriften (Auswahl)
- mit Leonie Breunung und Günther Stahlmann: Sachverständige im Zivilprozeß. Theorie, Dogmatik und Realität des Sachverständigenbeweises. Verlag C. H. Beck, München 1982, ISBN 3-406-08155-X.
- Vertragsübernahme und Vertragsbeitritt. Zugleich ein Beitrag zur Lehre vom Vertragsverhältnis. (Habil.-Schrift an der Universität Mainz) G. Grote’sche Verlagsbuchhandlung, Köln 1963, OCLC 630258507.
- Die materielle Rechtskraft der im Zwangsvollstreckungsverfahren ergehenden Beschlüsse. Dissertation an der Rechts- u. wirtschaftswiss. F., Mainz 1953.